# Lợn Murcia
Lợn Murcia (tên gốc: Chato Murciano) là một giống lợn nhà có nguồn gốc từ Murcia, Tây Ban Nha. Đây là giống duy nhất còn sót lại của lợn ở địa phương và được chăn nuôi trong lịch sử ở Murcia và có nguy cơ bị tuyệt chủng. Mặc dù có nguy cơ tuyệt nòi giống, Chato Murciano là một con lợn được quản lý tốt được biết đến với việc là nguyên liệu cho ra món thịt xông khói và thịt lợn nạc. Một số cơ quan chức năng Tây Ban Nha chuyên về nông nghiệp làm việc về các chương trình nhằm bảo tồn giống thông qua nhân giống chéo và thụ tinh nhân tạo.

## Lịch sử
Ở Murcia, những người Tây Ban Nha cần một con heo cải tiến vì loại lợn Murcia hiện nay không đạt tiêu chuẩn, nhất là trong bối cảnh chăn nuôi lợn công nghiệp theo hướng cao sản. Để giải quyết vấn đề này, họ đã lai tạo bằng việc trộn lẫn máu của lợn Murciano với lợn Victoria, lợn Tamworth, lợn đại bạch (Large White) và lợn Berkshire, Chato Murciano đã và vẫn đang được lai tạo cho mục đích lấy thịt nạc và thịt xông khói.
Vào năm 1865, có khoảng 50.000 con lợn của giống này và đã có sự tăng trưởng lên hơn 100.000 con vào năm 1929 trong chưa đến một thế kỷ. Loài này bắt nguồn và được nuôi ở Murcia, một khu vực ở phía đông nam Tây Ban Nha. Tên gọi của giống lợn này bắt nguồn từ tiếng Tây Ban Nha do cái mũi của chúng ngắn, "chato" nghĩa là "mũi ngắn", và "Murciano" có nghĩa là "từ Murcia".

## Mô tả
Cùng với cái mũi ngắn, giống lợn này thường có màu đen hoặc trắng và có đầu nhỏ. Nói chung cái thủ lợn (đầu) của Chato Murciano có thể phát triển đến 28,5 cm dài và rộng 20 cm sau khi đạt 12 tuổi. Đây chỉ là sự tăng trưởng 2–4 cm từ khi nó được tròn một năm tuổi. Trên đầu, mõm tăng kích thước lên đến 10,5 cm nhưng sau đó giảm xuống khoảng 9,5 cm khi con lợn đạt đến mười hai tuổi. Lợn khoảng 3,5 năm hoặc 12 năm có đôi mắt tách rời nhau khoảng 16 cm, ở khoảng 1 năm, chúng được cách nhau 12,5 cm.
Mặc dù có lông trắng, lông đen là một đặc trưng phổ biến hơn của Chato Murciano nhưng một số có xu hướng có mảng trắng (đốm lang) trên các bộ phận của cơ thể của chúng như đuôi và chân. Chúng được cho là được thừa kế từ giống lợn Berkshire, là con lợn mà người Tây Ban Nha đã từng lai tạo với giống Murci nguyên thủy. Lông lá được tìm thấy khắp cơ thể lợn ngoại trừ các tuyến vú ở lợn nái. Có thể lên đến mười bốn tuyến vú trên Chato Murciano. 

## Chăn nuôi
Mức độ thịt nạc của giống lợn này cao. Thịt muối xông khói (Bacon) và thịt lợn nạc chủ yếu của chúng là lý do tại sao heo được nuôi, nhưng nó cũng là một lợi thế cho nông dân vì giống này là thích nghi tốt với khí hậu khô cằn của miền Nam Tây Ban Nha. Khi được cho ăn nguyên liệu tự thu nhặt tại địa phương, Chato Murciano chủ yếu bị giết mổ ở tuổi 18 khi trọng lượng của chúng khoảng 180 kg.
Do lượng chất béo đáng kể với lượng axit oleic và lượng chất đậm đặc, các sản phẩm xúc xích từ giống lợn này có chất lượng cao hơn có thể được sản xuất theo một vài nghiên cứu được thực hiện trong quá khứ. Vào những năm 1980, giống này đang trên bờ vực tuyệt chủng, nhưng do các chương trình do các nhà trồng trọt và các chính phủ thúc đẩy, giống lợn này dần dần trở nên bền vững hơn và dần dần nguy cơ này có thể sẽ không còn phải quan ngại.